# 譚思安
譚思安上校（英語：Walter Morris Thomson，1905年3月16日—1952年1月5日），一譯譚遜，英國殖民地官員，1950年至1951年出任防衛司。
譚思安於1929年加入香港政府，歷任裁判司、南約理民官、助理出入口管理處監督等職位。香港淪陷期間，譚思安曾經擔任殖民地供給聯絡處西印度英屬殖民地聯絡官以及香港計劃小組成員。戰後，他獲港府委任為工商業管理處處長，協助制定稅務和物價措施。而擔任防衛司期間，香港周遭局勢陷入混亂，他協助籌劃香港防衛軍徵兵事宜。

## 早年生涯
1905年3月16日，譚思安出生於蘇格蘭西頓港，是沃爾特·湯姆森（Walter Thomson）的兒子。譚思安早年受教於愛丁堡皇家高中，後負笈愛丁堡大學，1927年以文學碩士資格畢業。

## 殖民地生涯
譚思安於1929年以官學生身份加入香港政府，並於1932年通過最後一份廣東話考試，亦於同年通過法學考試。通過廣東話及法學考試後，他曾擔任華民政務司助理、九龍巡理府、助理出入口管理處監督等職位，更於1936年署任出入口管理處監督一職。香港淪陷期間，譚思安被借調到華盛頓的殖民地供給聯絡處擔任西印度英屬殖民地聯絡官，之後返回倫敦擔任香港計劃小組成員。香港重光後，譚思安回到香港，擔任軍政府副首席民政事務司一職，協助處理重光事務，更嘗與香港軍政府首長夏慤爵士參與由基爾汗勳爵於星加坡舉辦的會議，負責探討戰後食品與物資供應事宜。1946年5月，香港恢復文治政府，他獲港府任命為工商業管理處處長，並於1948年一度被外調至尼日利亞擔任當地工商業管理處副處長。工商業管理處處長任內，稅務和物價是為政府主要關注點。1946年，他獲委任為稅務委員會成員，負責探討稅務改革事宜。1947年，香港物價大幅上升。譚思安認為部分商人操縱物價，加上糧食需求增加，以致物價大幅上升。他於是派遣調查員調查各地商舖，並強調政府會嚴懲抬高物價的商人。此外，譚思安亦於同年召開物價統制咨詢委會，容讓各界人士對物價統制政策提出意見。另外，他亦進行多次外訪，包括於1947年參與於上海舉行的聯合國遠東委員會會議，討論遠東地區的經濟狀況，之後更與駐日盟軍總司令道格拉斯·麥克阿瑟商討經濟與貿易事宜。
1950年，譚思安進而獲委任為防衛司。防衛司任內，東亞及香港周邊地區的局勢再度緊張，政府遂引入《兵役條例》，譚思安亦協助籌劃香港防衛軍徵兵事宜。他表示《兵役條例》生效後，預計會有1800名新兵加入防衛軍，當中一半是歐籍人士，一半是華人。他亦認為措施旨在於短時間内訓練大量防衛軍軍人，故此軍人訓練其將不會太長，而防衛軍軍人之後需每年接受一次軍事訓練。他又釐清公眾對徵兵制之謬誤，指出政府亦有與不同團體合作，絕不是置身事外；另外，防衛軍招募標準將與正規軍隊不同。

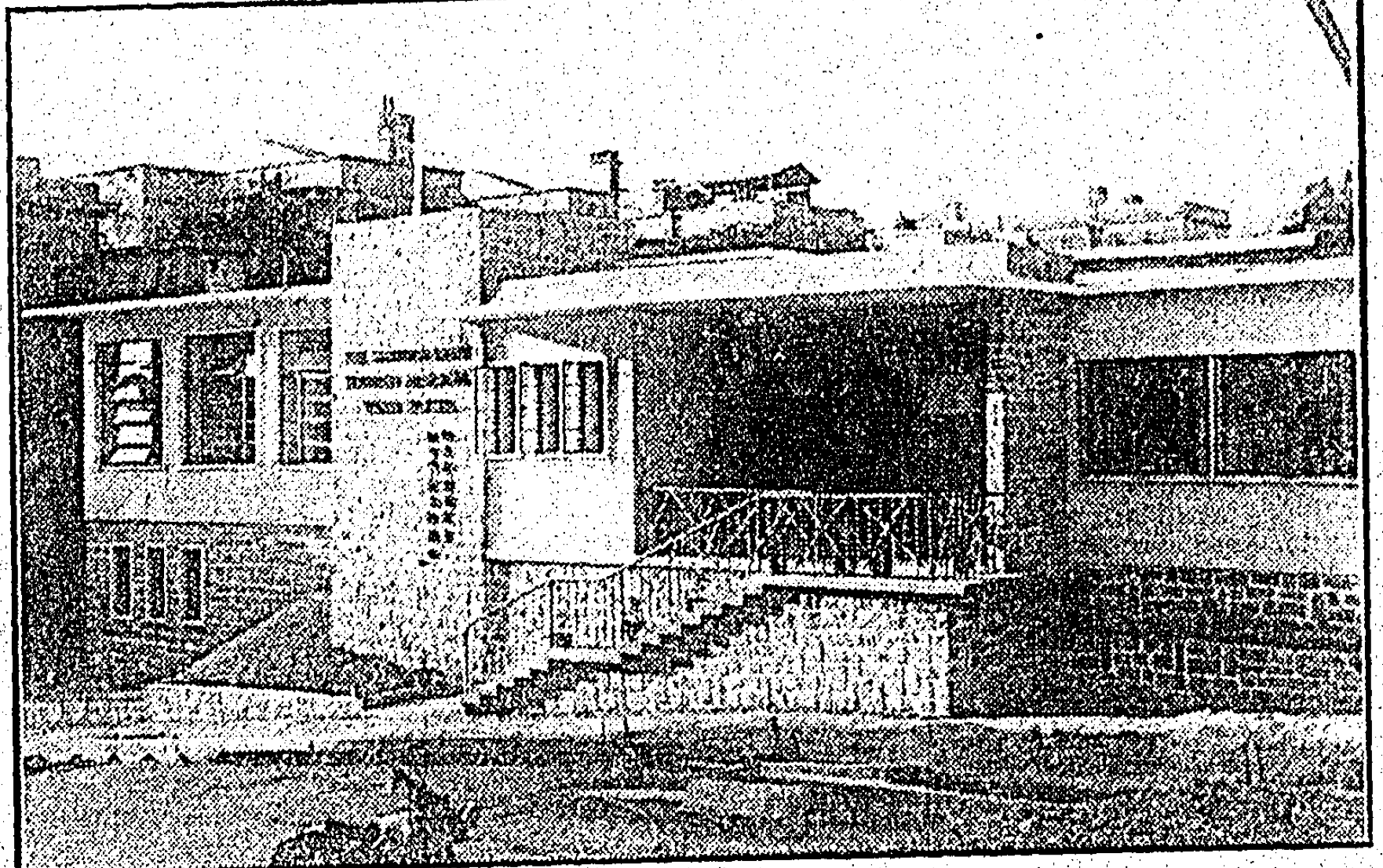
救世軍譚思安青年招待所外貌

1951年12月，譚思安患病，被送往瑪麗醫院治理。雖然病情一度略有起色，但未幾再度急劇惡化，終於1952年1月5日病逝，終年46歲。他的喪禮隨後於香港佑寧堂舉行，而遺體則葬於香港墳場。

## 紀念
譚思安身後，其好友成立「譚思安紀念基金」（W.M. Thomson Memorial Fund）以紀念他，籌得之款項作慈善用途。另外，以他命名的救世軍譚思安青年招待所於1953年開幕，為有需要的青年提供住宿。1984年，招待所原址重建成為救世軍新總部大樓。